# Linderöds distrikt
Linderöds distrikt är ett distrikt i Kristianstads kommun och Skåne län. 
Distriktet ligger sydväst om Kristianstad. 

## Tidigare administrativ tillhörighet
Distriktet inrättades 2016 och utgörs av socknen Linderöd i Kristianstads kommun.
Området motsvarar den omfattning Linderöds församling hade vid årsskiftet 1999/2000.